# Jan Haubelt
Jan Haubelt (* 12. května 1977 Praha) je český sochař a pedagog.

## Životopis
Po vyučení zubním laborantem studoval v letech 2001–2007 v Ateliéru veškerého sochařství Kurta Gebauera na Vysoké škole uměleckoprůmyslové v Praze.   
V průběhu 2. poloviny tohoto desetiletí působil spolu s Jiřím Thýnem, Adélou Svobodovou a Tomášem Severou v umělecké skupině Ládví, která své intervenční praktiky zaměřila na identifikaci kvalit veřejného prostoru stejnojmenného sídliště na Praze 8. Ve stejné době se začal veřejně prezentovat i samostatně. Přispěl na tematické výstavy Vylepšený model, kulhavý efekt (Galerie NoD, Praha, 2007), Současný český kubismus (GHMP, 2008), Sebrané úvahy (Entrance Gallery, 2010), Dech tradice (Galerie Jelení, Praha, 2013) nebo Skrytá řeč rostlin (Národní galerie Praha, 2015). V roce 2009 se zúčastnil Prague Biennale 4.   
V druhé půlce nultých let pravidelně vystavoval na sochařském festivalu Art Safari v pražské Bubenči, v roce 2013 byl pozván na ostravský festival umění ve veřejném prostoru Kukačka a v roce 2022 na festival 4+4 dny v pohybu. V roce 2015 se podílel na scéně výtvarně-divadelního představení O něco horší než Romeo: tragédie z rozmaru v pražské MeetFactory. Pedagogicky působí na Vysoké škole uměleckoprůmyslové v Praze. Žije v Praze.  

## Dílo
V Haubeltově konceptuálním pojetí je sochařství širokým pojmem. Výsledkem umělecké práce mohou být sochy či zásahy do veřejného prostoru, ale často i fotografie, které vycházejí ze sochařského myšlení. Příkladem takového přístupu byla např. civilní fotografie autora na autobusové zastávce, v níž prostým obráceným navlečením oděvu vytvořil fyziognomicky matoucí postavu (Bez názvu, 2006). Její předobrazy lze vidět v obdobných deformacích lidské figury v pozdně gotické, barokní či expresionistické plastice. O řadu let později na výstavě Odvrácená strana (2014) se Haubelt pro změnu věnoval vztahu druhého a třetího rozměru vzájemnými konfrontacemi fotografií, koláží a komorních plastik.   
Teoretik umění Václav Magid si na rané Haubeltově práci povšiml zájmu o „neviditelnou proměnu obyčejnosti“. Jako jeho příklad uvedl přenesení nalezeného pařezu do parku, v jehož prostředí lidmi nebyl vnímán jako umělecké dílo (Přesazený pařez, 2006). Uplatňováním takových postupů se Haulbelt zároveň blížil činnosti skupiny Ládví, se kterou ve stejné době zasahovali do veřejného prostoru způsobem, které mohl působit jako běžná péče o něj. Jiným příkladem práce s "neviditelnou proměnou obyčejnosti"  je dvojice fotografických autoportrétů, v nichž na jedné z nich se vyfotografoval v paruce z vlastních vlasů (S, bez, 2007).
Tyto práce Haubelta na přelomu desetiletí dovedly k obecnějšímu uvažování o „vztahu pozorovatele a pozorovaného objektu“ a k využívání fotografie způsobem, který podtrhuje neobjektivnost smyslového vnímání.
Na výstavách po roce 2019 Haubelt přišel s odlišným přístupem k figurálnímu sochařství. Používal v nich detaily lidského těla a oděvů. Například ušní boltce či košili vytvořil z „tělově“ růžové sypkoviny ze starých peřin, model chrupu ze ztvrdlého chleba, pro paruky použil koudel a jejich střih nechal upravit kadeřníkem. Tématem  výstavě Čekání na velkého muže bylo téma mužské identity, její krize a s ní spojeným nástupem maskulinních osobností typu Donalda Trumpa. Výstavou Scéna v životní velikosti v galerii Nevan Contempo obrátil pozornost k „postupnému opotřebování a stárnutí" těla, k nahrazování jeho nefunčních částí a „nakonec i k jeho nevyhnutelnému zániku.“

## Samostatné výstavy
- 2022 Scéna v životní velikosti. Nevan Contempo, Praha[9][8]
- 2020 Po dlouhé zkušenosti. Studio ALTA, Praha
- 2019 Čekání na velkého muže. Galerie Měsíc ve dne, České Budějovice

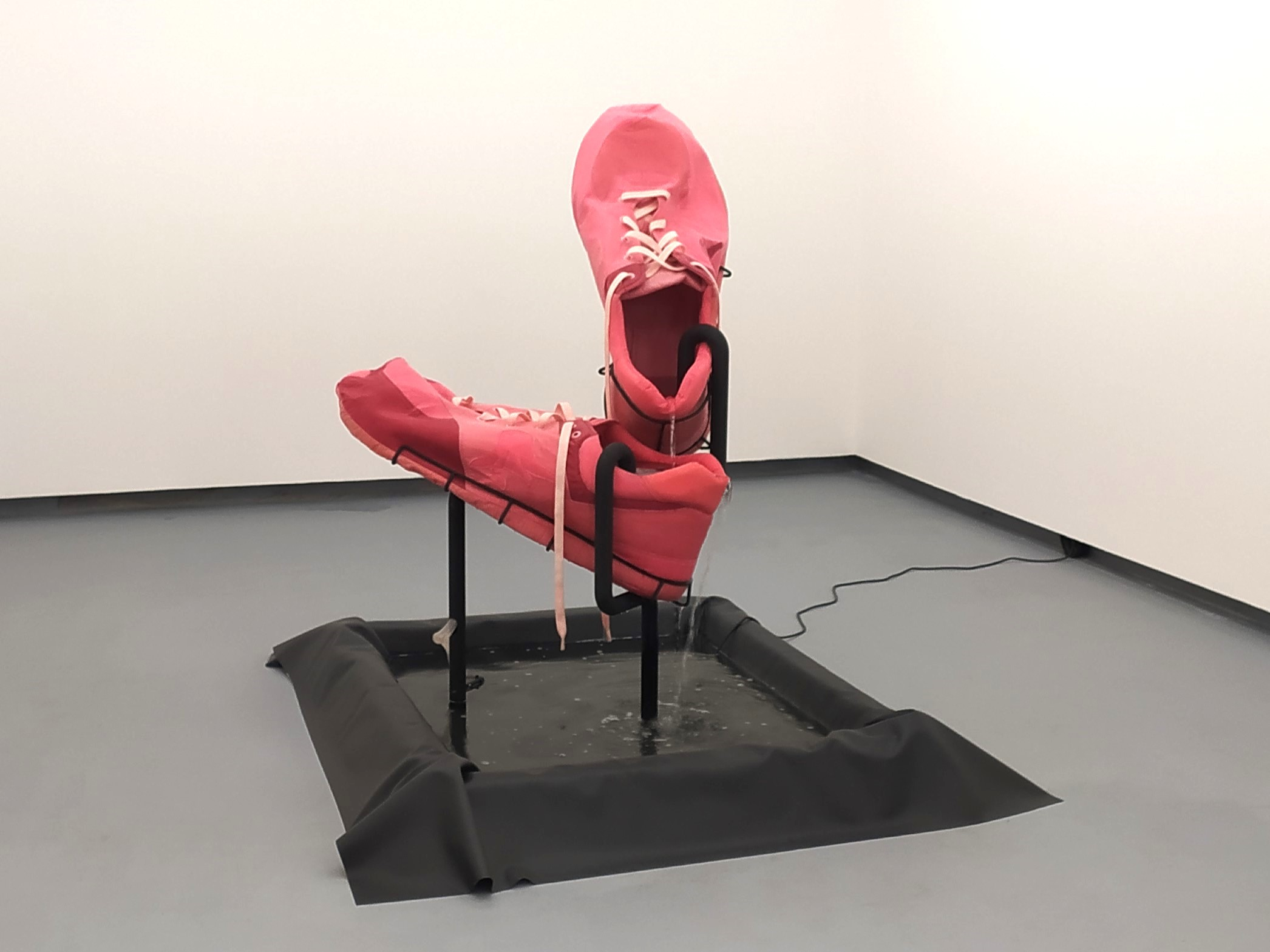
Fontána Jana Haubelta na výstavě Scéna v životní velikosti v galerii Nevan Contempo, Praha, 2022

- 2019 Velká kůže. ProLuka – galerie pod vršovickým nebem, Praha[10]
- 2014 Lepší než zítra. Berlínskej model, Praha[11]
- 2014 Odvrácená strana. etc. galerie, Praha[12]
- 2012 Slepá díra. Karlin Studios, Praha
- 2012 Třetí konkávní. Galerie D9, České Budějovice (s Matoušem Lipusem)
- 2011 Odlitek ruky s malým torsem. Fotograf Gallery, Praha (s Jiřím Thýnem)
- 2011 Rozpaky původního příběhu. Galerie Kostka, MeetFactory, Praha[13]
- 2011 Pravým jménem. Galerie 35m², Praha[14]
- 2011 Pád školní židle, zátiší s lilií v čase. Galerie 207, Praha
- 2010 Negativní thonet. Pražákův palác / prostor pro jedno dílo, Moravská galerie v Brně
- 2009 V neposlední řadě. Komunikační prostor Školská 28, Praha
- 2009 Horem dolů. Galerie Pavilon, Praha
- 2007 Tobyho vidění. Galerie Jelení, Praha[15]
- 2007 Stejný obraz. Entrance Gallery, Karlin Studios, Praha
- 2006 Mimikry. Galerie A.M.180, Praha
- 2006 Od psa přes obývák k noze. Galerie mladých, Brno